# Карпаторусскій Голосъ
«Карпаторусскій Голосъ» — закарпатська москвофільська щоденна газета, яка виходила в Ужгороді з перервами у 1931—1944 роках.

## Історія
Газета «Карпаторусскій Голосъ» була створена Степаном Фенциком як друкований орган Рускої національно-автономної партії. Загалом вийшло 690 номерів газети, поки у 1935 році газета була заборонена чехословацькою владою. У 1938 році виходила під назвою «Нашъ Карпаторусскій голосъ», загалом вийшло 97 номерів. Газета висвітлювала діяльність москвофільського «Товариства імені Олександра Духновича», вела активну кампанію за «русскій языкъ» та введення у школах «русскіх» підручників. Чи не найбільше місце на сторінках газети займали антиукраїнські та античеські публікації.
У газеті були такі рубрики: «Заграничные вѣсти», «Экономическая жизнь», «Послѣднія новости», «Краткія сообщенія», «Разня сообщенія», «Хроника», «Русская жизнъ въ Польшѣ», «Фельетонъ», «Маленькій фельетонъ», «Учитель и школа», «Судебная хроника», «Русскій скаутъ», «Театръ и искусство», «Библіографія», «Спортъ», «Рѣшето», «Кривое зеркало», «Веселый уголокъ», «Анекдоты», «Сегодня», «Пѣсни карпаторускаго народа», «Почтовый ящыкъ», «Изъ международной жизни», «Политическая хроника», «Вѣсти отовсюду».
Після окупації Закарпаття угорцями у 1939 році газета знову почала виходити під назвою «Карпаторусскій Голосъ», на кошти угорського уряду. Виходила спочатку щодня, згодом — два рази на тиждень. Наклад газети був незначним, близько однієї тисячі екземплярів.
У газеті друкувалися поезії Андрія Карабелеша, Дмитра Вергуна, Дмитра Вакаров, оповідання «Дещо з українознавства» Остапа Вишні.

## Редактори
- Йосип Камінський (1932–1934);
- Степан Фенцик;
- Іван Федькович;
- Олексій Фаринич;
- Василь Чепинець.